# Český člověk

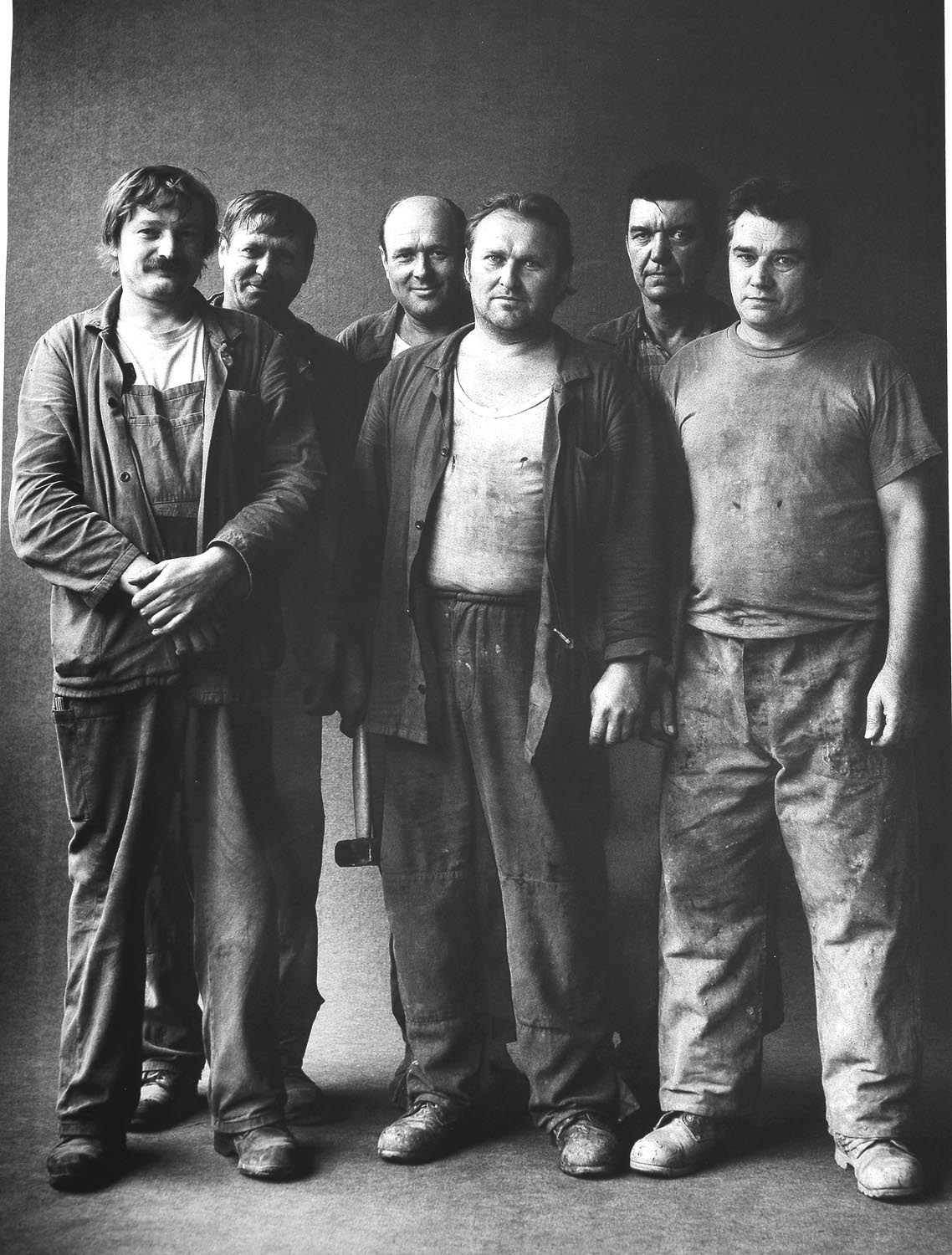
Snímek z cyklu Český člověk, 1990–1996

Český člověk je časosběrný portrétní fotografický cyklus Čechů a Češek, který vznikal mezi lety 1982 až 2010. Jeho autory jsou Jan Malý, Jiří Poláček a Ivan Lutterer.

## Fotografický cyklus Český člověk
Pro časosběrný soubor autorské trojice (absolventů umělecké fotografie FAMU z let 1978–1979) vznikly v průběhu let 1982 až 2010 tisíce snímků českých lidí. 
K nápadu fotografovat českého člověka autory přivedl nenápadný, alkoholem posilněný muž, s lahví a v montérkách, který při fotografování moravských krojů v Lanžhotě vstoupil do polního fotografického ateliéru (odtud Czech Field Studio po vzoru mobilního ateliéru Irvinga Penna) se žádostí o fotografii. Tento moment dal vzniknout souboru portrétů českých lidí.
Použití materiálu Polaroid negativ pozitiv 4x5 palců (větší 9x12 cm) autorům umožňovalo  fotografovaným věnovat snímek, zatímco negativ si ponechávali k dalšímu užití. 
Následovalo fotografování na divadelní pouti v Praze v roce 1985, dále fotografování trempů, místních indiánů a kovbojů. Z Amsterdamu, kam byli pozváni na fotofestival v roce 1989, si autoři odvezli soubor Nizozemců. V roce 1990 se po světové fotografické výstavě v Houstonu v Texasu zapsalo Czech Field Studio do análů světové portrétní fotografie. Autoři se ve stejném roce zúčastnili s polním ateliérem mezinárodního fotografického festivalu v Lausanne a českých kulturních dnů v Bretani v Rennes. Na domácí půdě pořídili fotografie českého člověka v železárnách ve Vítkovicích a v Ostravě. 
Etapu fotografování do roku 1997 symbolicky uzavřela kniha z nakladatelství Studia JB, která byla následně oceněna 2. místem v soutěži Nejkrásnější česká kniha roku 1997 v kategorii Kniha o výtvarném umění a obrazové publikace.
Po tragické smrti Ivana Lutterera v Rochesteru v USA (2001) pokračovali autoři přijali Poláček s Malým výzvu České kulturní mise v Paříži, aby stejným způsobem fotografovali obyvatele francouzské metropole. Při této příležitosti byly zvětšeniny Českého člověka vystaveny v pařížském metru vystavena. Na podzim roku 2002 se ve zdejším Českém centru uskutečnila výstava Pařížané a Pražané. Na pozvání Langhans Galerie Praha vznikla v roce 2010 poslední série českého člověka.

## Místa fotografování
Podle zdroje:
- 1982: Velká nad Veličkou, Ratíškovice, Lanžhot, Dolní Bojanovice
- 1984: Praha (Brumlovka)
- 1985: Praha (Střelecký ostrov), Ostrava (Gottwaldův sad)
- 1987: Vlašim
- 1988: Benešov, Dubá, Nespeky
- 1989: Náchod, Mníšek pod Brdy, Dobříš, Praha (Smíchovský lihovar, Bezručovy sady, Výtoň, Strahov, Malostranské náměstí, Hradčanské náměstí)
- 1990: Mariánské Lázně (Lázeňská kolonáda, Sady V. Skalníka, Nádražní náměstí)
- 1991: Praha (Platýz, Rock Café), Skalná
- 1995: Plzeň (náměstí Republiky), Benešov, Olšany u Brna
- 1996: Ostrava (Nová huť, Vítkovické železárny, Masarykovo náměstí, burza na Karolině), Lomnice nad Popelkou
- 2001: Paříž
- 2010: Praha (Langhans Galerie Praha)

## Galerie

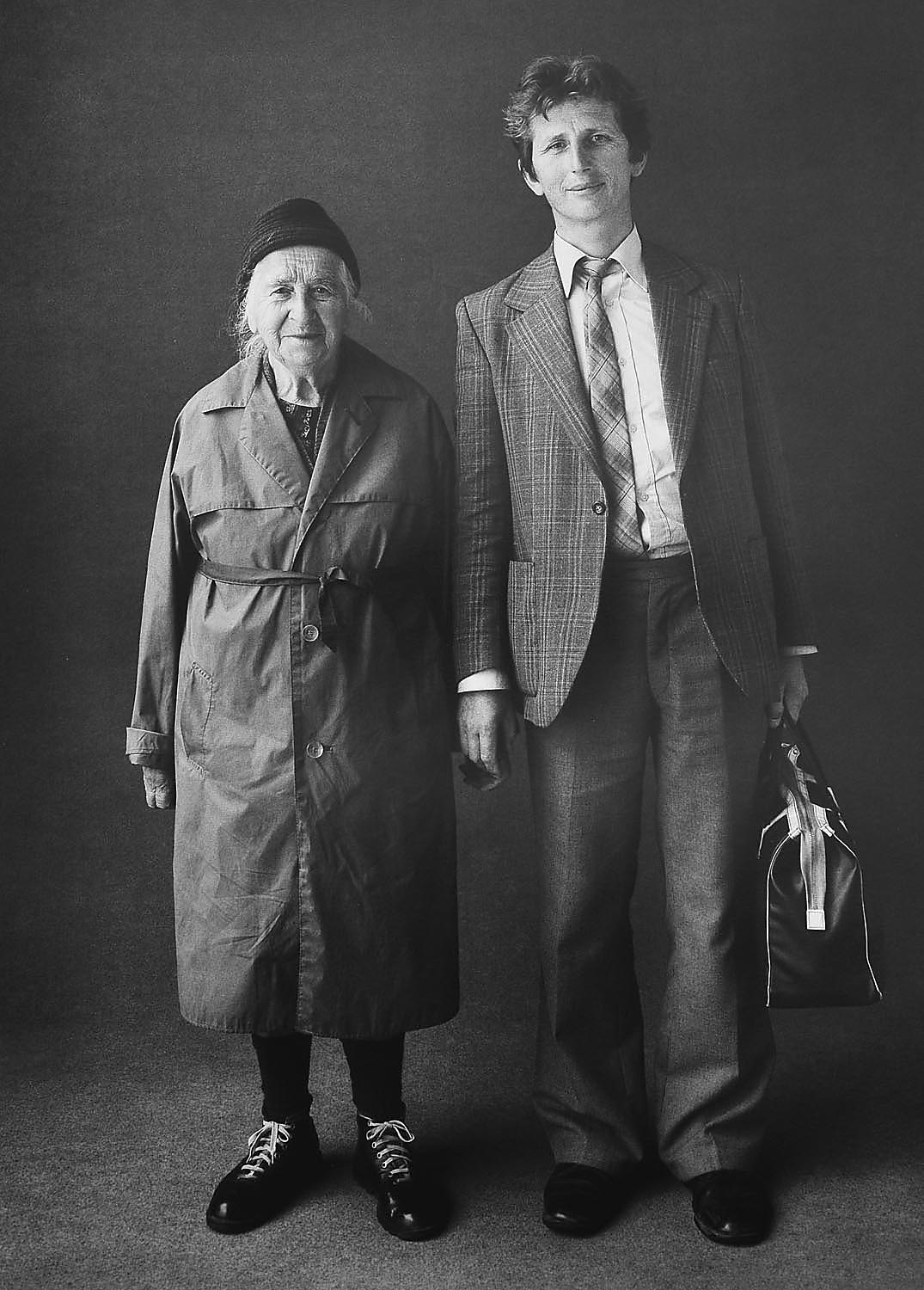
1985
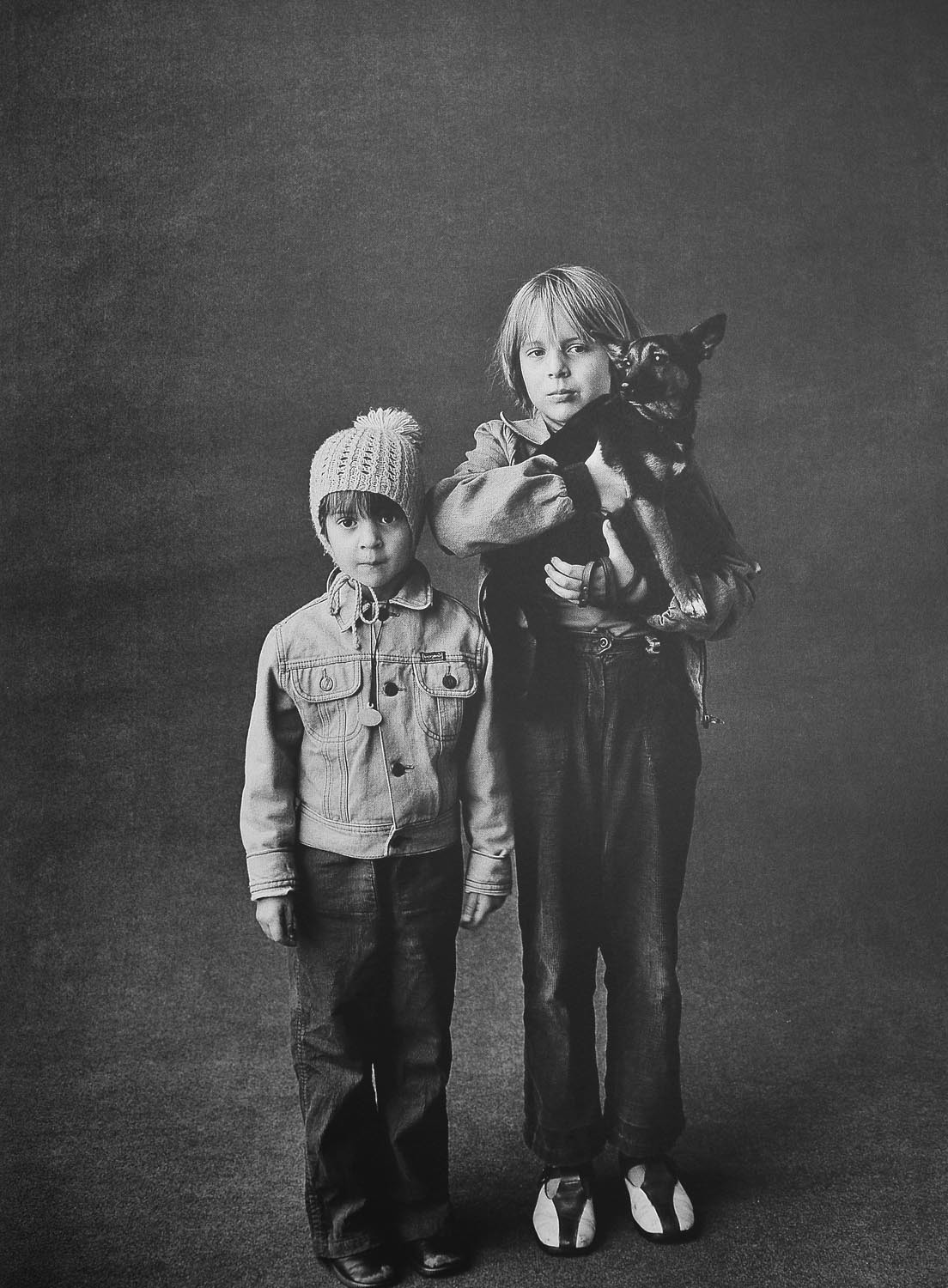
1985
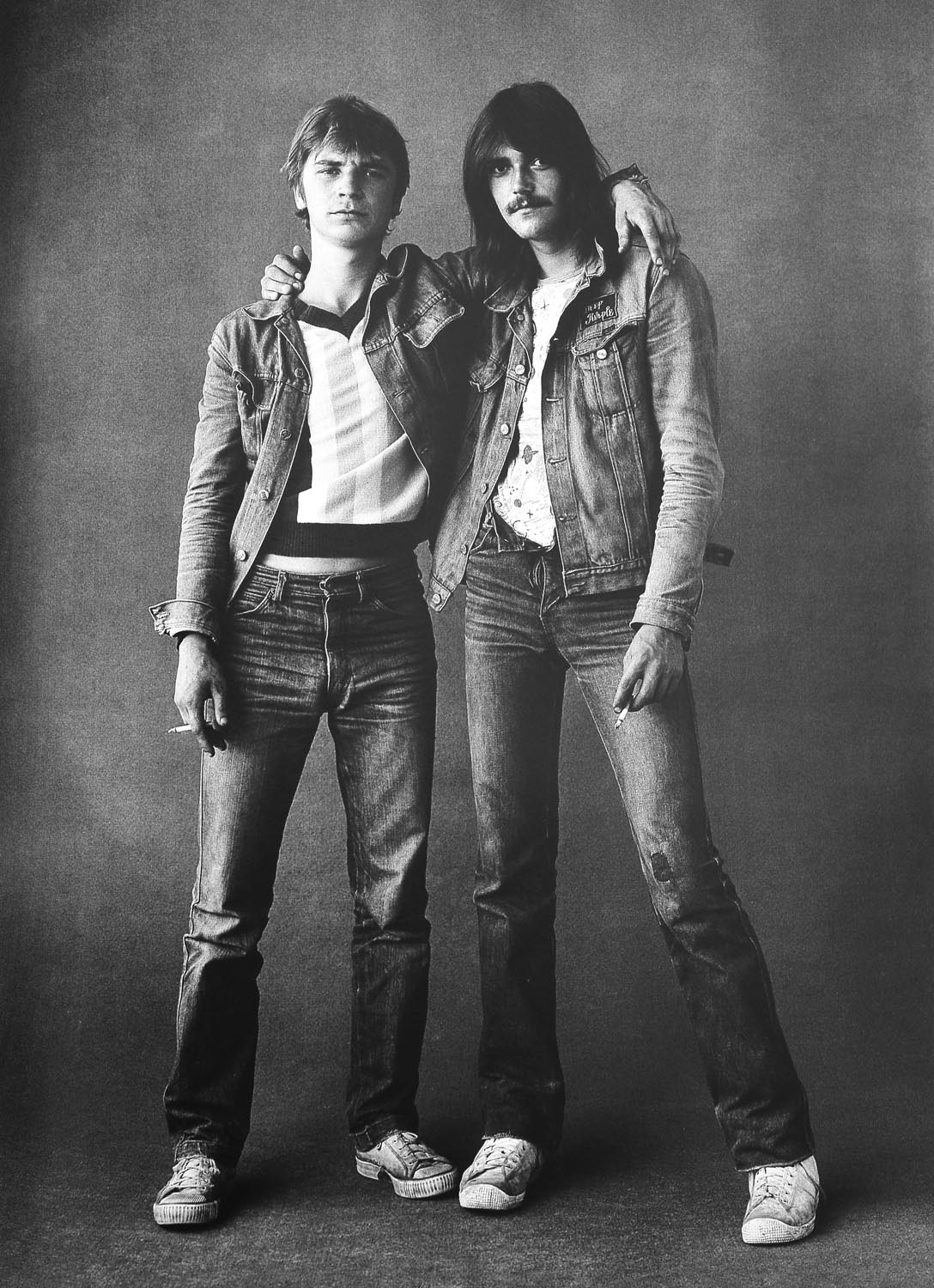
1982–1989
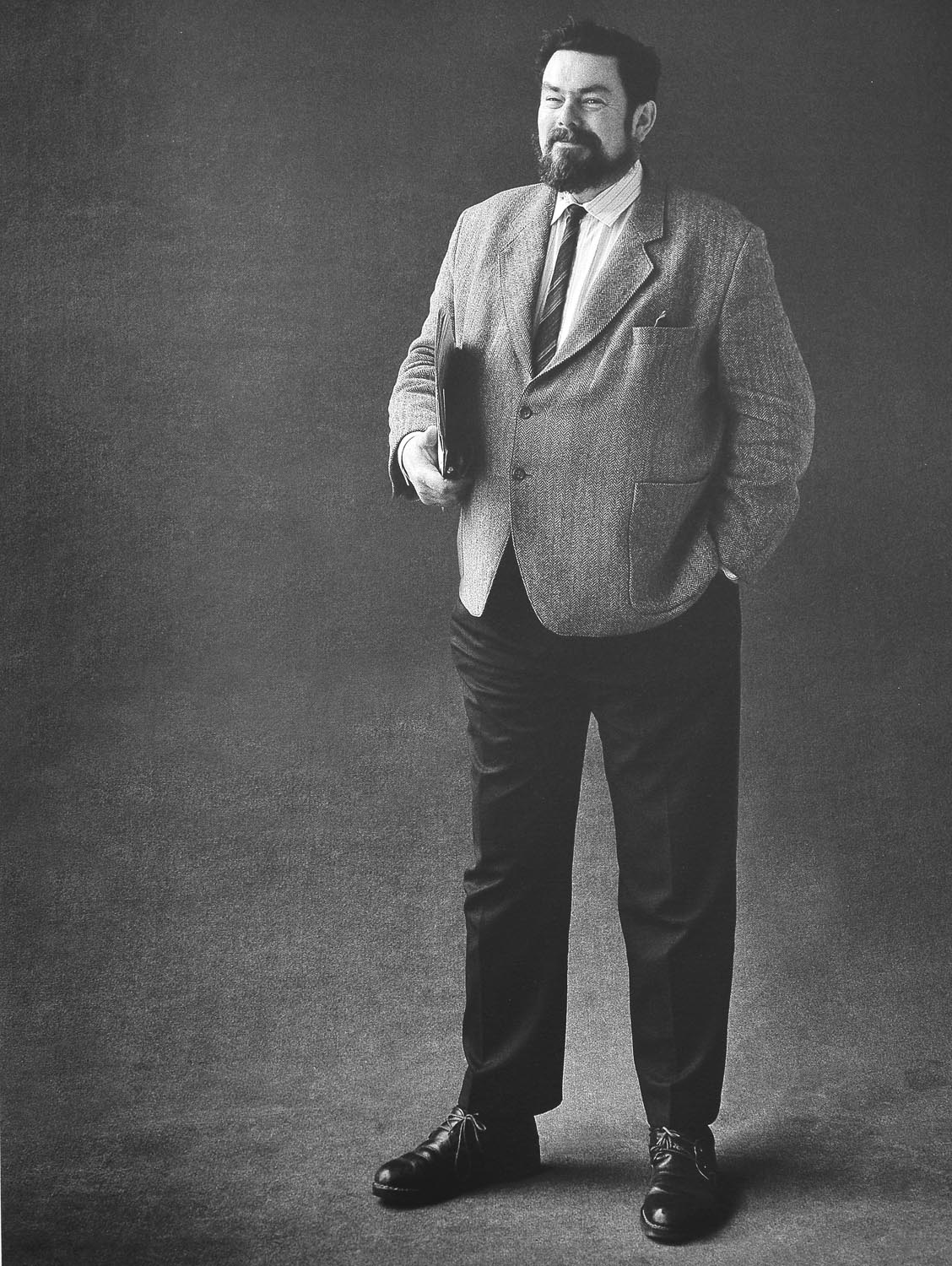
1989
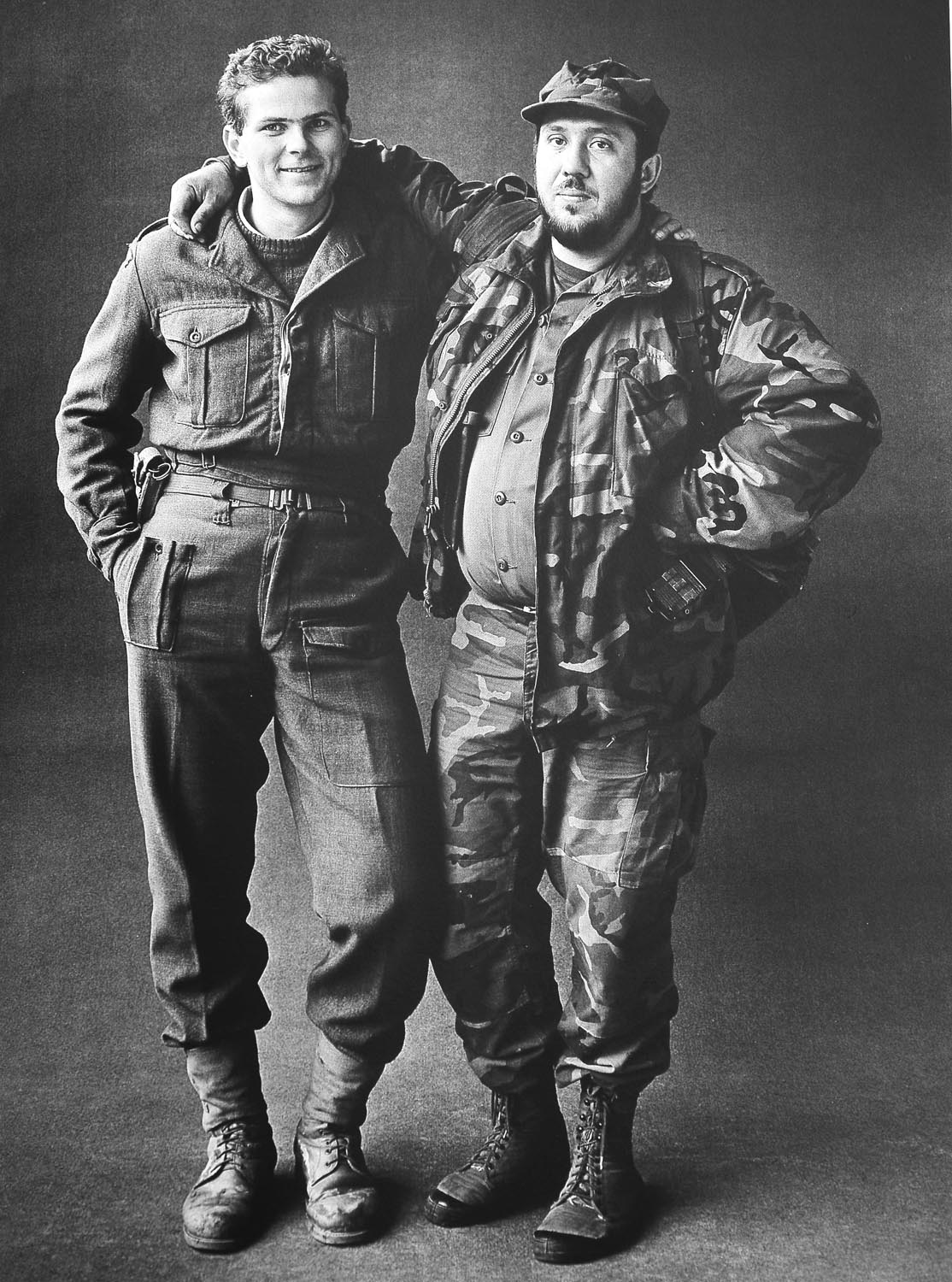
1988
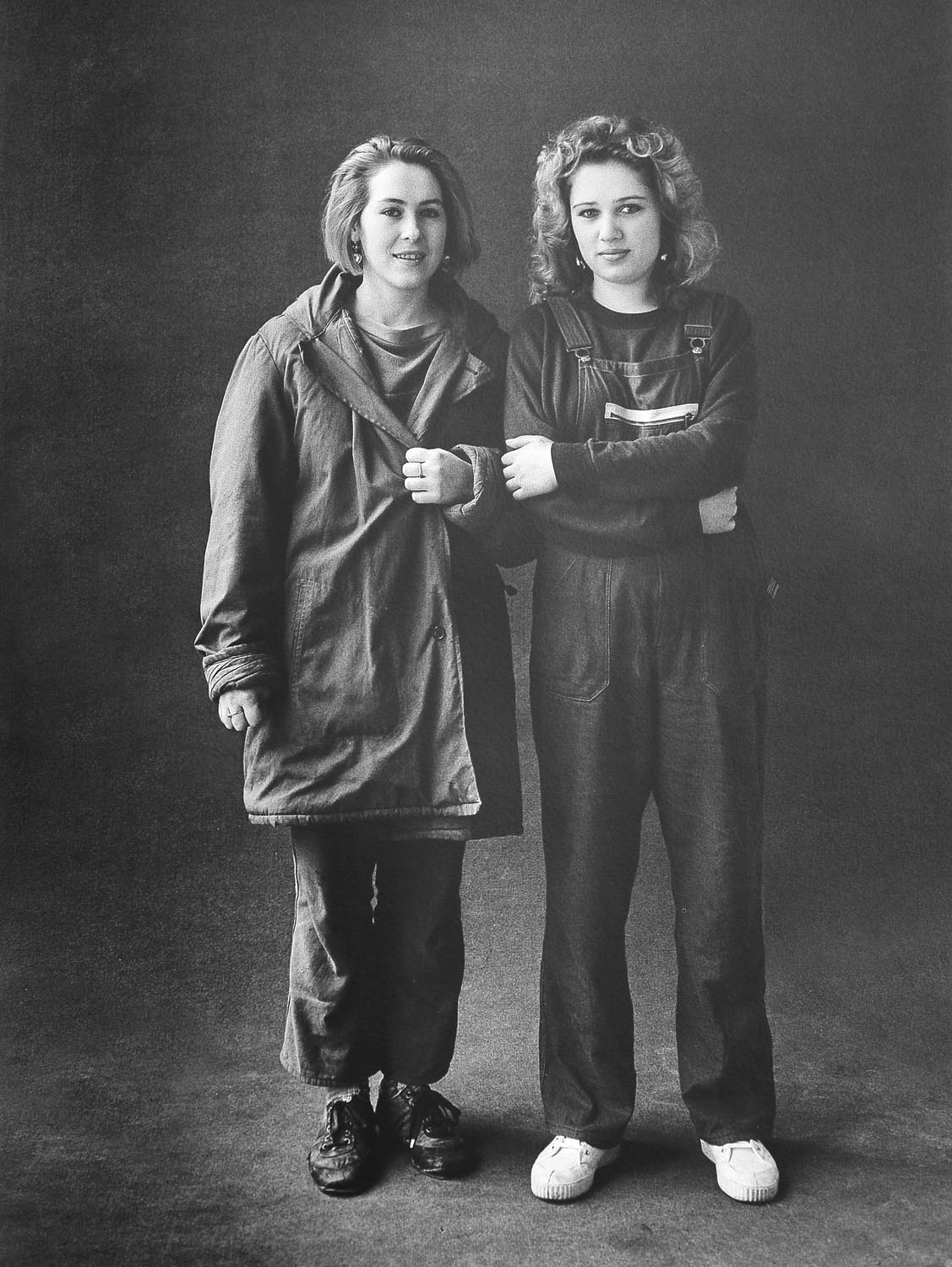
1989
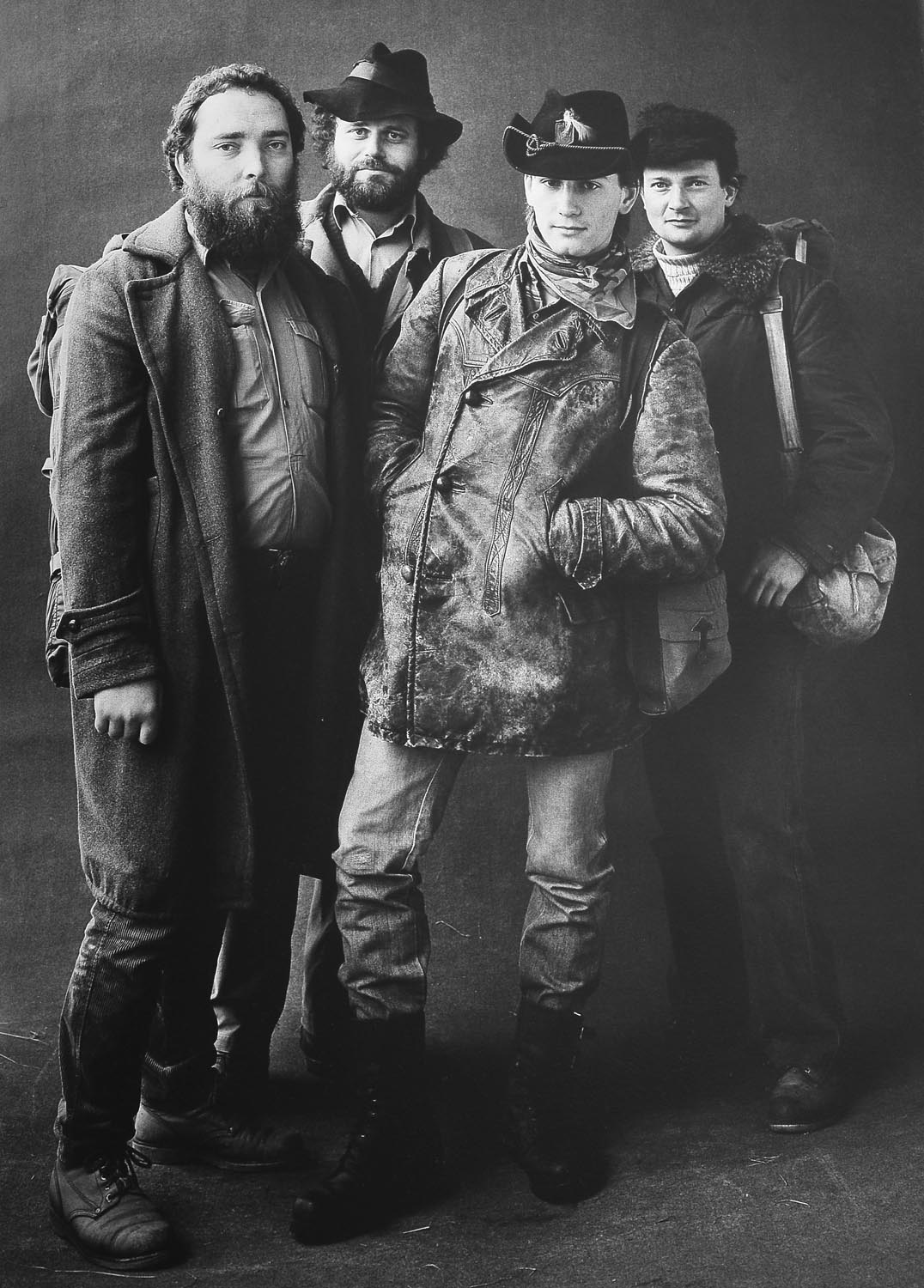
1982–1989
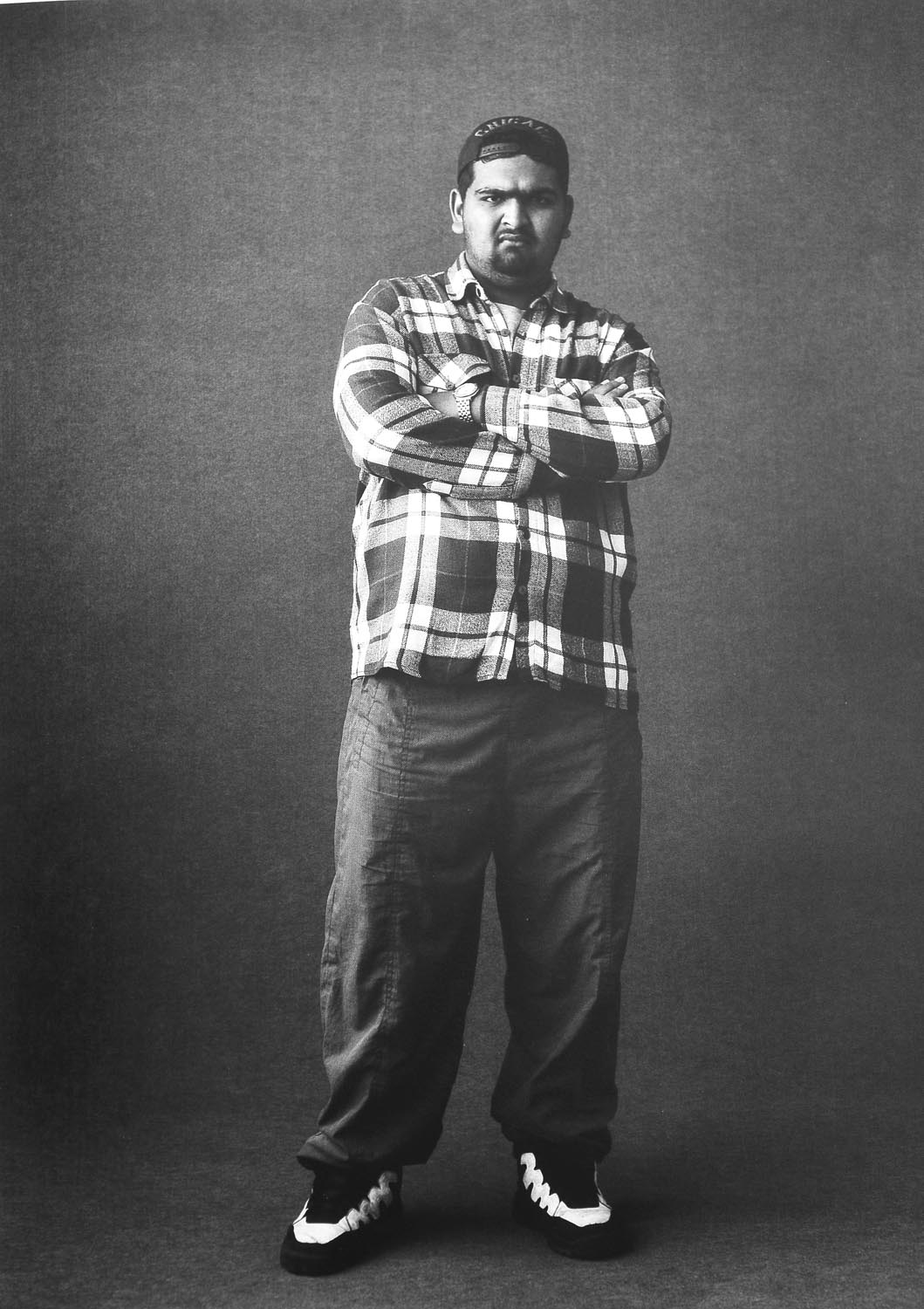
1990–1996
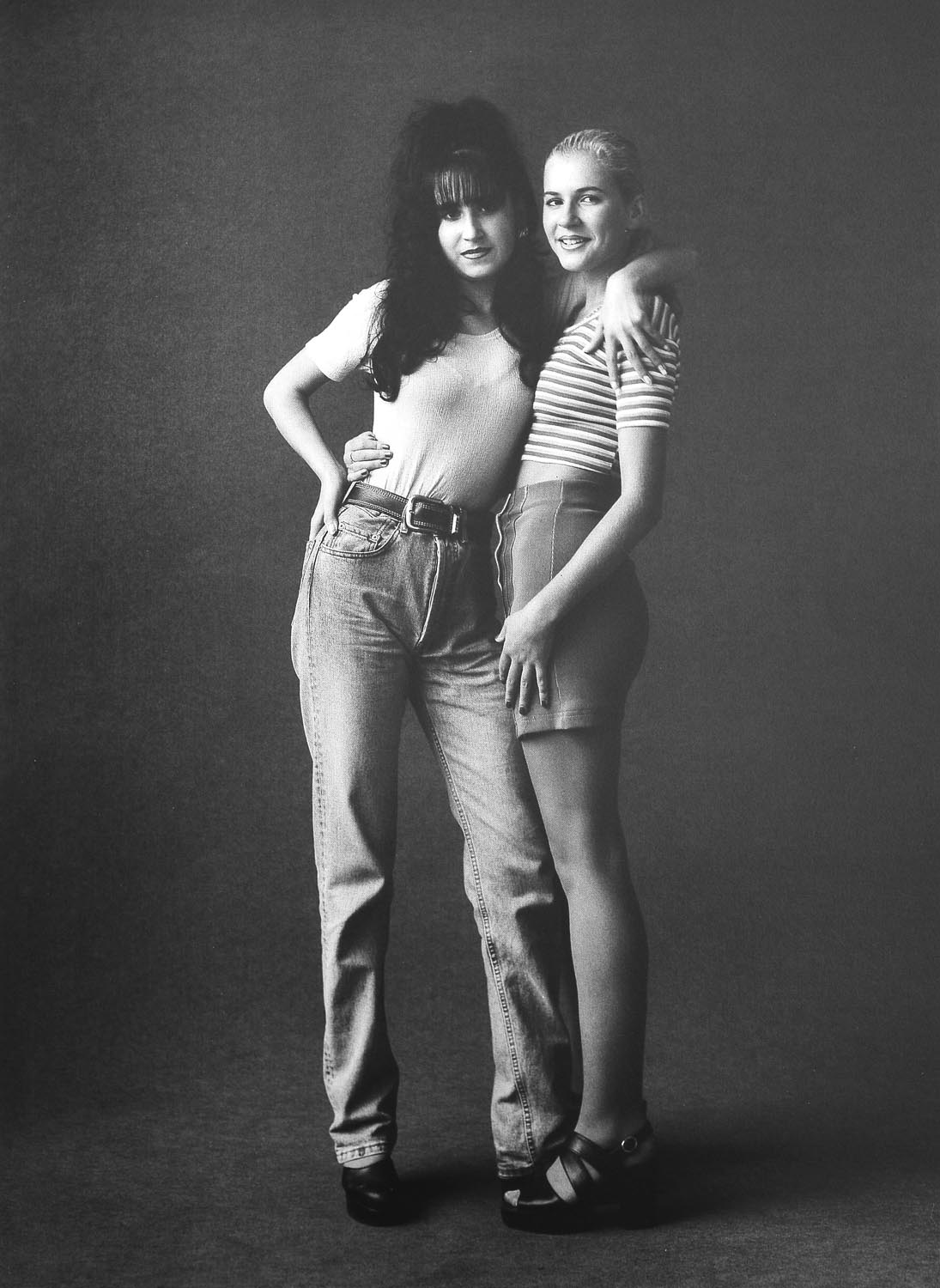
1990–1996
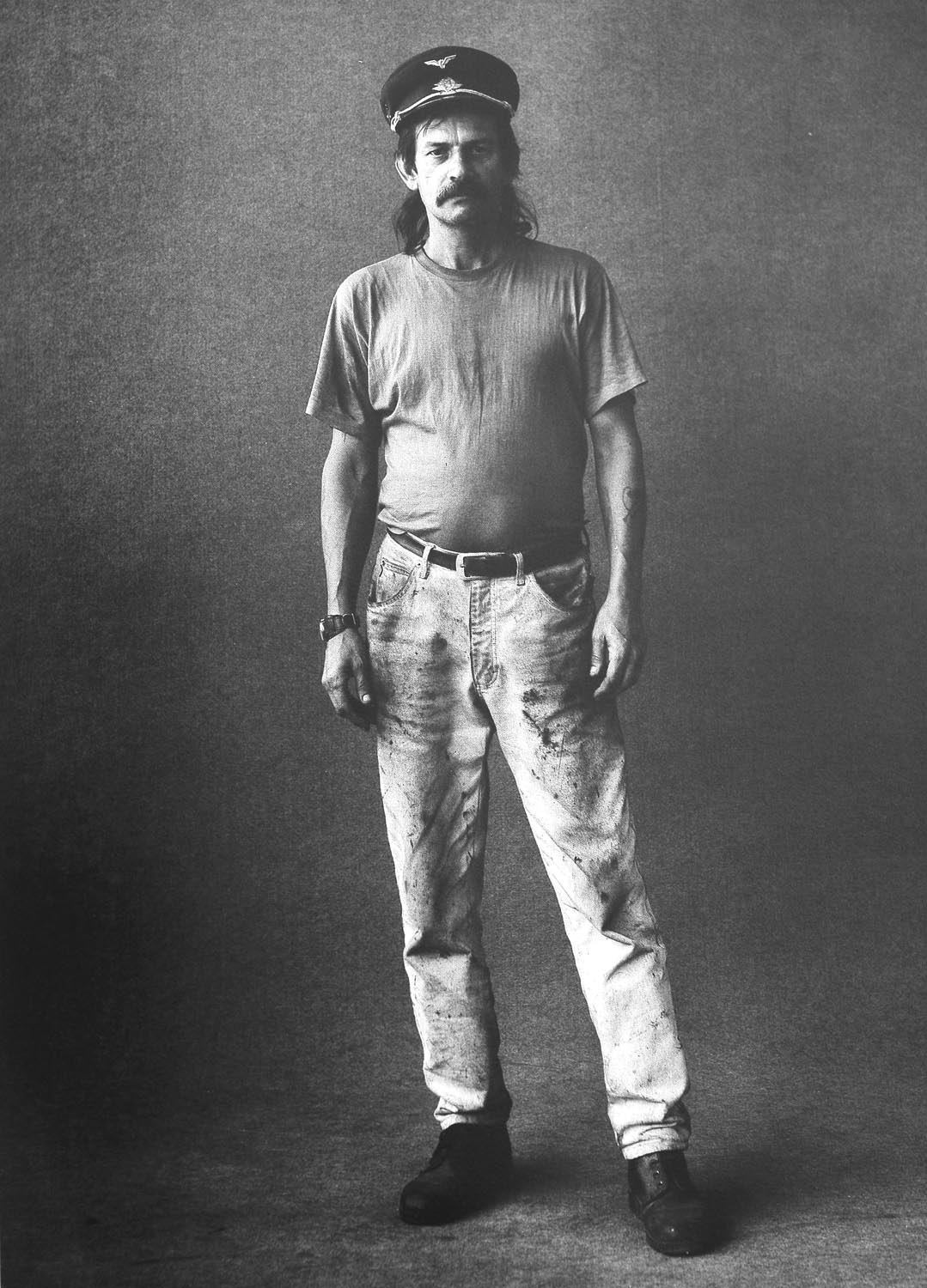
1990–1996
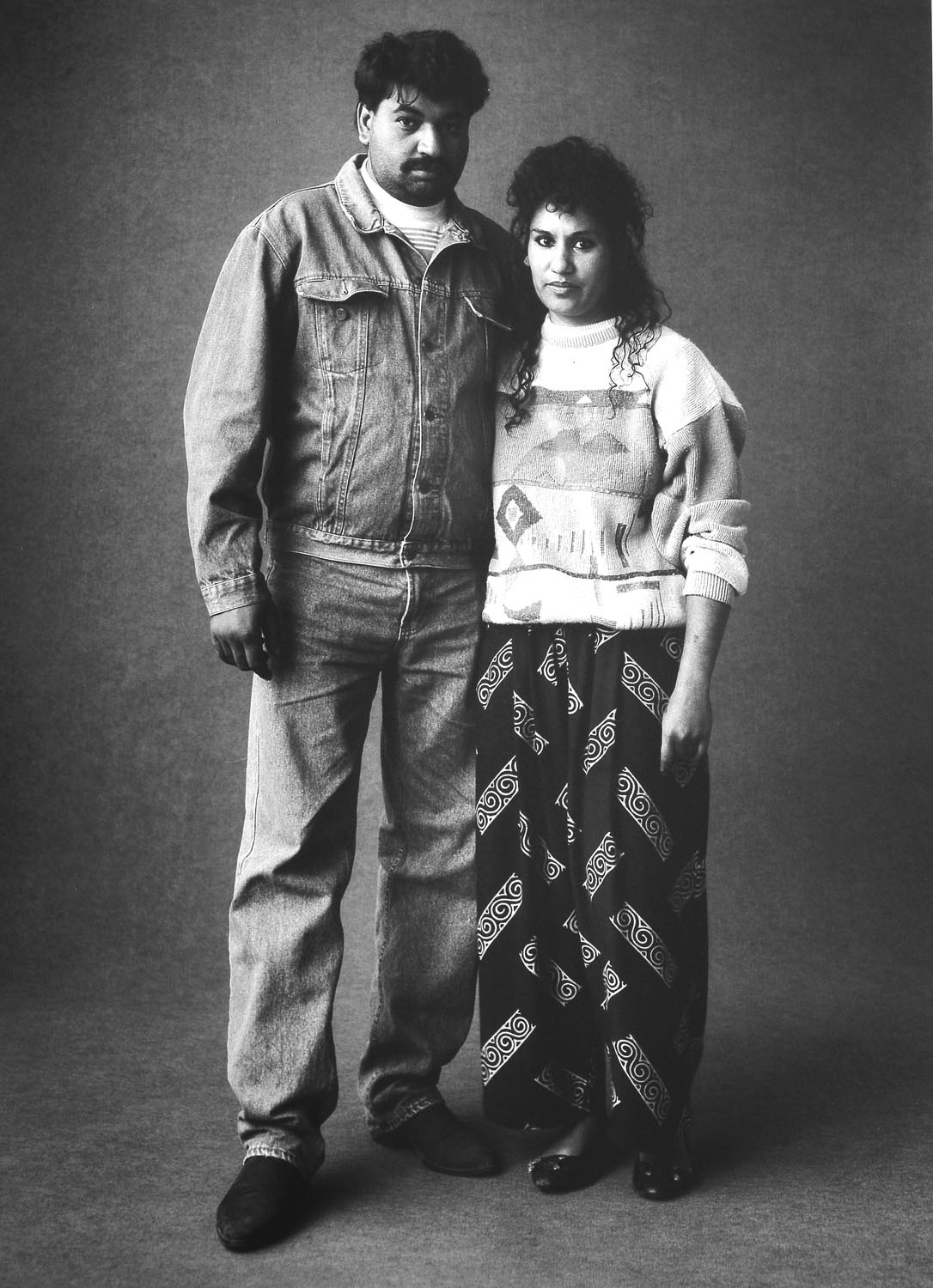
1990–1996
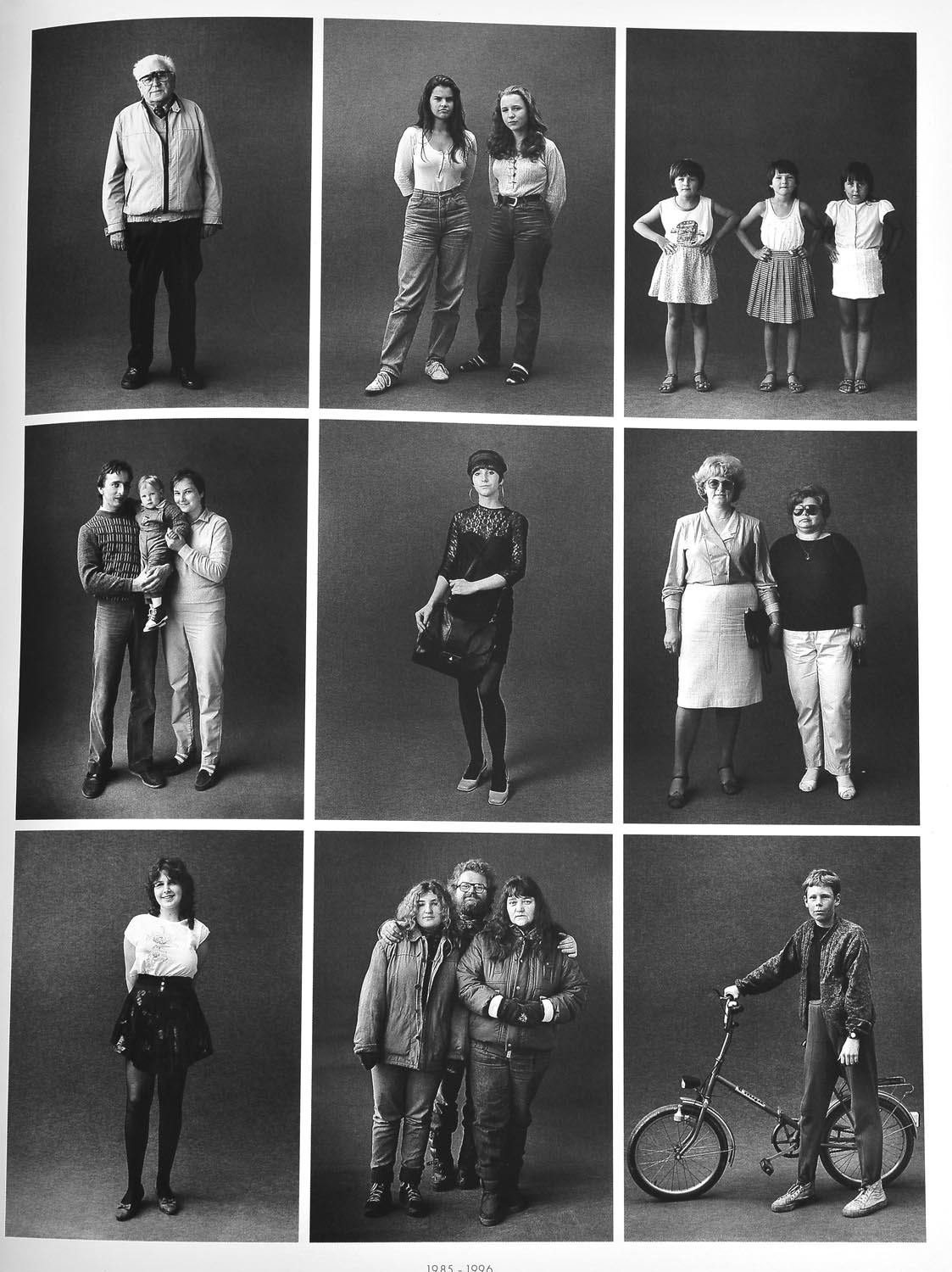
Ukázka z knihy